# Maricrís Rubio
María Cristina Rubio Ponce de León (Trujillo, 18 de septiembre de 1980), conocida artísticamente como Maricrís Rubio, es una modelo peruana de pasarelas y campañas publicitarias.

## Biografía
Rubio, fue elegida de adolescente "Reina de la Primavera" en Trujillo. Se trasladó a Lima para seguir la carrera de Marketing, en el año 2001. Fue elegida también Miss La Libertad, por lo cual concursó en Miss Perú. Seguidamente empezó como modelo profesional siendo imagen exclusiva de marcas, boutiques y diseñadores, y grabó varios spots comerciales para la televisión peruana, Estados Unidos, Nicaragua, Bolivia y Ecuador. Participó además en pasarelas de Seattle, Los Ángeles y Miami.
Posteriormente ganó el certamen Miss Hawaiian Tropic Perú 2007. En 2008 trabajó para agencias de modelaje en México y Estados Unidos, donde también hizo de extra en un videoclip del músico Slash. Rubio tuvo cortas apariciones en la serie Así es la vida. Luego de ser parte del personal de modelos del programa-concurso Habacilar en 2010, tuvo su primera participación como actriz en la serie de televisión Al fondo hay sitio de América Televisión, interpretando a Renata durante la tercera temporada, y volvió a aparecer en la siguiente.
Rubio posó también para portadas de revistas como SoHo y Cosas Hombres.
Rubio realiza presentaciones junto a otras modelos bajo el seudónimo de "Las vengadoras" desde mayo de 2012, grupo que también lanzó un cómic para la empresa Sodimac y es imagen local de X-Boom de LG.

## Créditos
| Televisión | Televisión         | Televisión    | Televisión     |
| Año        | Título             | Rol           | Notas          |
| ---------- | ------------------ | ------------- | -------------- |
| 2010       | Habacilar          | Ella misma    | Modelo         |
| 2011, 2012 | Al fondo hay sitio | Renata Newman | Rol recurrente |
| 2014       | Titanes            | Participante  | Ganadora       |